# Acaudella
Acaudella  (лат.) — род тлей из подсемейства Aphidinae (Macrosiphini). Палеарктика.

## Описание
Мелкие насекомые желтовато-зелёного цвета, длина менее 2 мм.
Ассоциированы с различными растениями (Polygonaceae). Усики 5-члениковые.
- Acaudella puchovi Nevsky, 1929 — Узбекистан[1]
- Acaudella sp. — Израиль, Кипр